# William Stanhope (11e comte de Harrington)
William Henry Leicester Stanhope, 11e comte de Harrington (24 août 1922 - 12 avril 2009) est un capitaine de l'armée britannique et un pair.

## Jeunesse et éducation
Stanhope est le fils de Charles Stanhope, 10e comte de Harrington et de Margaret Trelawney Seaton. Il hérite du comté à la mort de son père le 16 novembre 1929. Il fait ses études au Collège d'Eton et au Collège militaire royal de Sandhurst .
En 1967, le 11e comte devient aussi huitième vicomte Stanhope de Mahon et huitième baron Stanhope d'Elvaston, à la suite du décès de son parent éloigné James Stanhope (7e comte Stanhope) .
Lord Harrington combat pendant la Seconde Guerre mondiale. Il obtient le grade de capitaine au service des 15th/19th King's Royal Hussars (Royal Armoured Corps) ,.

## Vie privée
Lord Harrington se marie trois fois et a huit enfants. Il épouse Eileen Foley Grey, fille de Sir John Foley Grey, 8e baronnet, et de Jean Jessie May de Sales la Terrière, le 5 février 1942. Ils divorcent en 1947 . Ils ont trois enfants :
- Lady Jane Stanhope (25 novembre 1942-janvier 1974), elle épouse Anthony Cameron le 29 septembre 1965. Ils ont deux enfants et trois petits-enfants :
  - James Cameron (né le 28 mars 1967), il épouse Miriam Nugent le 17 juillet 1997. Ils ont deux fils :
    - Jack Cameron (né le 13 octobre 2000)
    - Conn Cameron (né le 20 décembre 2001)

  - Henrietta Cameron (née en 1970), elle épouse Austin Power le 30 décembre 1997. Ils ont une fille :
    - Zoey Jane Power (née le 17 mai 2001)
- Lady Avena Margaret Clare Stanhope (née le 29 mars 1944), elle épouse Adrian James Maxwell le 12 juillet 1969. Ils ont deux filles :
  - Sacha Jane Maxwell (née en 1974)
  - Kerry Alice Maxwell (née en 1978)
- Charles Henry Leicester Stanhope, 12e comte de Harrington (né le 20 juillet 1945), il épouse Virginia Freeman-Jackson le 14 septembre 1966 et ils divorcent en 1983. Ils ont deux enfants et quatre petits-enfants. Il se remarie avec Anita Fuglesang en 1984.
  - Hon. William Henry Leicester Stanhope (né le 14 octobre 1967), il épouse Candida Bond (né en 1973) en 2001. Ils ont deux enfants[5] :
    - Tirkana Stanhope (née le 1er août 2003)
    - Augustus Stanhope (né le 26 septembre 2005)

  - Serena Stanhope (née le 1er mars 1970), elle épouse en 1993 David Armstrong-Jones, 2e comte de Snowdon (né en 1961), neveu de la reine Élisabeth II, ils divorcent en 2021. Ils ont deux enfants :
    - Charles Patrick Inigo Armstrong-Jones, vicomte Linley (né le 01 juillet 1999)
    - Lady Margarita Elisabeth Rose Alleyne Armstrong-Jones (née le 14 mai 2002)

Lord Harrington épouse, en secondes noces, Ann Theodora Chute, fille du major Richard Arenbourg Blennerhassett Chute, le 24 janvier 1947. Lui et Ann Theodora Chute divorcent en 1962. Ils ont trois enfants et cinq petits-enfants :
- Lady Trina Maria Stanhope (née le 30 décembre 1947)
- Hon. Steven Francis Lincoln Stanhope (né le 12 décembre 1951), il épouse Maureen Cole en 1978. Ils ont deux enfants:
  - Ben Stanhope (né en 1978)
  - Tara Stanhope (née en 1979)
- Lady Sarah Sue Stanhope (née le 12 décembre 1951), elle épouse Robert Barry le 11 août 1970. Ils ont trois fils :
  - Marc Barry (né en 1972)
  - Tristran Barry (né en 1975)
  - Guy Barry (né en 1975)

Lord Harrington se remarie à Priscilla Margaret Cubitt, fille du major Hon. Archibald Edward Cubitt et Sibell Margaret Norman, le 14 octobre 1964 . Ils ont deux enfants et quatre petits-enfants :
- Hon. John Fitzroy Stanhope (né le 20 août 1965)
- Lady Isabella Rachel Stanhope (née le 1er octobre 1966), elle épouse Colin Campbell (7e comte Cawdor) (en) le 21 octobre 1994. Ils ont quatre enfants :
  - Lady Jean Campbell (née en 1997)
  - James Chester Campbell, vicomte Emlyn (né en 1998)
  - Lady Eleanor Campbell (née en 2000)
  - Lady Beatrice Campbell (née en 2004)

En 2003, Lord Harrington vivait à The Glen, Ballingarry, comté de Limerick, Irlande .
Le 12 avril 2009, Lord Harrington est décédé à l'âge de 86 ans  à Ballingarry, dans le comté de Limerick, en Irlande .